# Vincent Ryder
Vincent Ryder (født 4. november 2003) er en dansk guitarist, sanger og sangskriver, som debuterede med singlerne "Fuck You" og "Bulletproof" i september 2023.

## Karriere
Vincent Ryder blev i 2022 opdaget af den danske guitarist Aske Jacoby, der med sit pladeselskab, Giant Birch, ledte efter musikalske kunstprojekter af kunstnere, der turde gå nye veje.
13. oktober 2023 udkom debutalbummet The End of The World on TV. Albummet fik rosende ord med på vejen af blandt andre musikmagasinet Gaffa, der kaldte Ryder for "et nutidigt svar på David Bowie, John Lennon, Tom Verlaine og Sparks".
17. november 2023 udkom julesangen "Dream Big", og 1. marts 2024 udgav Ryder nok en sang - singlen "The Feeling" - denne gang fulgt af nyheden om, at endnu et album var på vej.
"The Feeling" blev genudgivet 31. oktober samme år i en ny udgave, og 2. december annoncerede Ryders pladeselskab, Giant Birch, at det næste album, "Way Too Quiet", ville blive udgivet 4. april 2025.
28. februar 2025 udkom næste single fra albummet - nummeret "The River", som havde Steen Jørgensen med som gæst.
4. april 2025 udkom albummet Way Too Quiet som 2. del af Ryders 'Dommedagstrilogi'.

## Diskografi

### Studiealbum
- The End of The World on TV (2023)
- Way Too Quiet (2025)

### Singler
- Bulletproof (2023)
- Dream Big (2023)
- The Feeling (2024)
- The River (2025)